# Martin McCarrick
Martin McCarrick (Luton, 29 luglio 1962) è un musicista britannico.

## Biografia
È meglio conosciuto per il lavoro con Siouxsie and the Banshees dal 1987 al 1995. È stato ospite per l'album Through the Looking Glass e ha poi registrato tre album in studio completi: Peepshow, Superstition e The Rapture. Il più grande successo con la band è stato nel 1991 con il singolo Kiss Them for Me, che ha raggiunto il n° 23 della classifica americana. Con Siouxsie and the Banshees ha contribuito anche ai film Batman - Il ritorno e Showgirls.
McCarrick è altresì noto per aver fatto parte del super-gruppo dell'etichetta 4AD This Mortal Coil, con il quale ha inciso tre album - It'll End in Tears, Filigree & Shadow e Blood. Accanto al suo lavoro con i This Mortal Coil ha contribuito alla registrazione e alle esibizioni dal vivo di alcuni artisti della 4AD tra cui i Dead Can Dance, i Wolfgang Press, Peter Murphy, Heidi Berry, i Lush, i Throwing Muses e Kristin Hersh. È stato poi un componente del gruppo rock Therapy?: si unì a loro nel 1996 (il suo primo concerto come membro a tempo pieno, essendo uno spettacolo segreto per il fan-club a Dublino, Irlanda il 10 aprile 1996), avendo già contribuito in precedenza col violoncello sugli album Troublegum e Infernal Love, così come varie apparizioni live con la band dal 1992. Durante il tour col gruppo nel Regno Unito del 2003, a McCarrick si è perforato il timpano e ha dovuto abbandonare a metà tour. Il suo ultimo spettacolo con i Therapy? è stato a Glasgow, Scozia, il 28 novembre 2003. McCarrick ha lasciato i Therapy? nel marzo 2004.
Registrando e suonando con i This Mortal Coil ha anche avuto una lunga collaborazione con altri musicisti, quali: Marc Almond, compreso il lavoro con i Marc and the Mambas, Nick Cave, i The The, Gary Numan, i Biffy Clyro, Marianne Faithful e Bryan Ferry. In più, è diventato il violoncellista scelto dai gruppi rock britannici, comparendo sul palco sia con i 3 Colours Red sia con Rico (al quale ha contribuito all'album Violent Silences).
Ha lavorato e fatto musica utilizzata per film, TV, radio e teatro. Le colonne sonore comprendono The Garden (Derek Jarman), Batman - Il ritorno (Tim Burton), Giovani streghe (Andrew Flemming) e La Proie (Eric Vallete).
Lui e la moglie Kimberlee, una violinista, ora lavorano insieme come The McCarricks - uno spettacolo basato su esibizioni audio visive dal vivo. Hanno fatto lunghe tournée nel Regno Unito, Stati Uniti e in Europa e hanno scritto musica per Channel 4, Malattie imbarazzanti e la Società per i Diritti degli Animali degli Stati Uniti.
Nel 2004 si è esibito nuovamente con Siouxsie durante lo spettacolo Dreamshow, che ha ospitato un'intera orchestra e lavori sia dal catalogo di Siouxsie and the Banshees sia dei Creatures.
Nel 2006 McCarrick (insieme a Kimberlee McCarrick) ha partecipato al festival Meltdown di Patti Smith alla Royal Festival Hall di Londra, dove si sono esibiti con Sinead O'Connor, Marianne Faithful e Kristin Hersh.
Il 2007-8 ha visto il duo violino e violoncello The McCarricks in tour nel Regno Unito, Europa e Stati Uniti. Due EP sono stati pubblicati di seguito - 3 e The McCarricks, entrambi dalla casa discografica dei McCarricks 'House of McCarrick'.
Nel 2012 ha lavorato (per la prima volta in quasi 30 anni) di nuovo con Marc Almond, per la fondamentale performance dell'album di Almond Torment and Toreros del 1983 nella sua interezza, per il Meltdown Festival del 2012. È stato direttore musicale per le sezioni archi e coro e ha anche suonato. Continua a lavorare con Marc Almond e nel 2013 ha collaborato con Marc e il leggendario Tony Visconti per registrare del nuovo materiale.
Oltre ad essere un artista live e da studio, Martin è anche un insegnante e docente di musica.

## Pubblicazioni selezionate
- The Glove - Blue Sunshine (1983)
- Marc and the Mambas - Torment and Toreros (1983)
- Marc Almond - Vermin in Ermine (1984)
- This Mortal Coil - It'll End in Tears (1984)
- Bryan Ferry - Boys and Girls (1985)
- Marc Almond - Stories of Johnny (1985)
- Dead Can Dance - Spleen and Ideal (1985)
- The Wolfgang Press - Standing Up Straight (1986)
- This Mortal Coil - Filigree & Shadow (1986)
- Marc Almond - Mother Fist and Her Five Daughters (1987)
- Siouxsie and the Banshees - Through the Looking Glass (1987)
- Siouxsie and the Banshees - Peepshow (1988)
- This Mortal Coil - Blood (1991)
- Siouxsie and the Banshees - Superstition (1991)
- Heidi Berry - Love (1991)
- Lush - Split (1994)
- Kristin Hersh - Strings (1994)
- Therapy? - Troublegum (1994)
- Therapy? - Infernal Love (1995)
- Siouxsie and the Banshees - The Rapture (1995)
- Throwing Muses - Limbo (1996)
- Skunk Anansie - Stoosh (1996)
- Therapy? - Semi-Detached (1998)
- Therapy? - Suicide Pact - You First (1999)
- Therapy? - So Much For the Ten Year Plan (2000)
- Therapy? - Shameless (2001)
- Therapy? - High Anxiety (2003)
- Oceansize - Effloresce (2003)
- Biffy Clyro - The Vertigo of Bliss (2003)
- Rico - Violent Silences (2004)
- Sioux - Dreamshow (2005)
- Gary Numan - Jagged (2006)
- Kristin Hersh - Learn to Sing Like a Star (2007)
- Therapy? - Music Through A Cheap Transistor (2007)